# Hitlers Wähler
Die Frage nach Hitlers Wählern gehört zu den Kernfragen der historischen Forschung, um die Ursachen und den Charakter des NS-Regimes zu erklären. Zwischen 1930 und 1933 wählten zunächst 6,4 Millionen (1930), schließlich 17,3 Millionen (1933) Wähler in den vier Reichstagswahlen Hitler und die NSDAP. Die Zeitgenossen und später die historische Forschung haben gefragt, wer diese Wähler waren. Dies betrifft die sozialen Schichten und Berufe, die Geschlechter und Konfessionen, das Lebensalter, die deutschen Regionen, aber auch die vorherigen Wahlpräferenzen bis zu den Nichtwählern und individuellen Motive für die Wahl. Die historischen Ergebnisse hatten auch eine Relevanz in politischen Debatten nach 1945, wenn es um die Widerstandsfähigkeit sozialer Milieus (Arbeiterbewegung, Kirchen, Eliten) gegen den Nationalsozialismus ging.

## Forschungsgeschichte
Die Zeitgenossen (Werner Stephan, Carlo Mierendorff  und Theodor Geiger mit der Analyse Panik im Mittelstand von 1930) vertraten in den ersten Wahlanalysen die Mittelstandsthese, es seien also vor allem Kleinbürger gewesen, der alte (Selbstständige) und der neue Mittelstand (Angestellte). Diesen Ansatz griffen amerikanische Soziologen und Politologen auf: In einer ökonomischen Krisensituation habe der Mittelstand einen „Extremismus der Mitte“ (Lipset 1960) ausgebildet: Der typische Wähler sei ein „protestantischer Angehöriger der selbständigen Mittelschicht,  der  entweder  auf  einem  Bauernhof  oder  in  einer  kleinen  Gemeinde  lebt  und  früher  für  eine  Partei  der  Mitte  oder  eine  Regionalpartei  gestimmt  hat“. Daneben stand die massentheoretische Erklärung von Reinhard Bendix, nach der die Schichtzugehörigkeit eine geringe, dagegen die ökonomisch bedingte Entwurzelung von sozialen Bindungen eine große Rolle gespielt habe. Der NS-Wähler stand als vereinzelter Massenmensch der Propaganda gegenüber, ohne sozialen Rückhalt. So waren auch Arbeiter ansprechbar. Bereits in den 1970er Jahren konnten regionale Studien eine größere Anfälligkeit der Arbeiter belegen. Richard F. Hamilton sah in einer Studie 1982 auch eine größere Wählerschaft in gehobenen Wohnvierteln und luxuriösen Plätzen (Fernbahnhöfe, Schiffe), allerdings mit nur schwachen eindeutigen Belegen. Ebenso zeigten Studenten eine hohe Affinität zum Nationalsozialismus. Walter Dean Burnham entwarf eine „Ansteckungstheorie“ und die Theorie des „politischen Konfessionalismus“ (1972): Danach gab es sehr stabile politische Lager mit jeweils eigenen Weltanschauungen und eigenen Subkulturen, in die mit Ausnahme der Nichtwähler die NSDAP erst 1933 eindringen konnte. Im sozialistischen Lager gab es nur Verschiebungen von der SPD zur KPD, im katholischen Lager so gut wie keine, nur im bürgerlich-protestantischen Lager gewann die NSDAP hinzu. William Brustein übertrug schließlich den Rational-Choice-Ansatz von den Entscheidungen zum Parteibeitritt: Neue Mitglieder orientierten sich meist an materiellen Vorteilserwartungen, übertragen stimmten Wähler mit positiven ökonomischen Perspektiven (durch z. B. Autarkie, Arbeitsbeschaffung) für die NSDAP.

## Ergebnisse
Mit exakteren Methoden wissenschaftlicher Statistik konnte Jürgen W. Falter seit den 1980er Jahren nachweisen, dass der Mittelstand nur wenig überdurchschnittlich stark NSDAP gewählt hat. Vielmehr sei die NSDAP die erste Volkspartei gewesen, die proportional Wähler aus allen Schichten hatte. Falters Verdienst war die vollständige Berücksichtigung aller Regionen und die Differenzierung der Arbeiter in viele soziale Einzelgruppen mit sehr verschiedenen Mentalitäten. Während Landarbeiter und kleinstädtische Arbeiter relativ oft die NSDAP gewählt haben dürften, zeigten sich die großstädtischen Arbeiter in Industrie und Gewerbe in den vier Wahlen als weitgehend resistent. Gleiches gilt aber auch für erwerbslose Arbeiter, die eher von der SPD zur KPD abwanderten. Rund ein Viertel derjenigen, die 1930 für die NSDAP votierten, waren zwei Jahre zuvor nicht zur Wahl gegangen. Soweit erkennbar, zeigten die Frauen keine großen Unterschiede zu Männern, entgegen einem populären Vorurteil: Weder waren die Frauen vorsichtiger, noch zog Hitler besonders schwärmerische Frauen an. Nicht belegbar ist auch die Präferenz der Jungwähler für die NSDAP, obwohl die Jugendlichkeit der NS-Bewegung oft hervorgehoben wurde und an den Universitäten die Wahlen der Vertretungen dafür sprachen. Es gab neunmal so viele Studenten in der NSDAP wie in der erwerbstätigen Bevölkerung insgesamt. Von den Regionen waren das agrarische Ostpreußen und Pommern besonders stark für die NSDAP, katholische und industrielle Regionen (Niederbayern, Eifel, Westfalen-Süd, Rheinland, Berlin) eher resistent. Insgesamt, so urteilte Falter in der Studie von 1991, sei die NSDAP
„von der sozialen Zusammensetzung ihrer Wähler her am ehesten eine ‚Volkspartei des Protestes‘, oder, wie man es wegen des nach wie vor überdurchschnittlichen, aber eher nicht erdrückenden Mittelschichtsanteils unter ihren Wählern in Anspielung auf die daraus resultierende statistische Verteilungskurve formulieren könnte, eine ‚Volkspartei mit Mittelstandsbauch‘.“
Die Neuauflage von 2020 sieht jedoch weiteren Forschungsbedarf u. a. bei der Politischen Geografie und den Lokal- und Regionalstudien.
Von den 17 Millionen NS-Wählern kamen ungefähr 7,4 Millionen von den bürgerlich-protestantischen, 2,5 Millionen von den sozialistischen Parteien und 6 Millionen von den Nichtwählern. Überdurchschnittlich waren protestantische Milieus und Beamte vertreten. Dagegen widerstanden das katholische Milieu, das der Zentrumspartei/BVP treu blieb, und das der sozialistischen Arbeiterschaft den Nazis. Dennoch haben 40 Prozent der deutschen Arbeiter die Nazis gewählt, die in Kleinbetrieben und auf dem Land arbeiteten. Ab den Reichstagswahlen Juli 1932 gaben mehr Arbeiter der NSDAP ihre Stimme als jeweils der KPD und SPD.

### Reichstagswahlen
In den Reichstagswahlen 1930 stimmten überwiegend protestantische nationalkonservative und liberale Mittel- und auch Oberschichtwähler für die NSDAP. Starken Anklang fand Hitlers Partei bei den Mittelschichten. Von der um sieben Prozent gestiegenen Wahlbeteiligung hatte sie stärker als andere Parteien profitiert, also Jungwähler und bisherige Nichtwähler gewonnen.
In den beiden Reichstagswahlen im Juli 1932 und November 1932 gewannen Zentrum und BVP leicht hinzu, doch wurden die protestantischen bürgerlichen Mittelparteien fast völlig aufgerieben. Auch die DNVP verlor weiter, im November aber nicht mehr. Die NSDAP gewann von wohl allen Parteien, außer KPD und Zentrum, in unterschiedlichem Umfang Wähler (13,7 Millionen Stimmen = 37,3 Prozent). Etwa 60 Mittelschichtwähler kamen auf 40 Wähler aus Arbeiterhaushalten (Jürgen W. Falter).
In der Reichstagswahl März 1933 gewann die NSDAP vor allem aus dem Reservoir der bisherigen Nichtwähler, teilweise auch aus dem Potential der Protestwähler. Eine stärkere Wanderung von der KPD zur NSDAP ist auch für 1933 nicht feststellbar. Den hohen Grad der politischen Mobilisierung zeigte die Wahlbeteiligung mit der Rekordmarke von 88,8 Prozent.

### Die Wahlergebnisse der NSDAP bei den Reichstagswahlen 1930 bis 1933

Reichstagswahl 1930: Stimmenstärkste Parteien nach Wahlkreisen, mit Prozentanteil der stärksten Partei
Juli 1932 – Stimmenstärkste Parteien nach Wahlkreisen (angegeben ist jeweils der Prozentanteil der stärksten Partei)
November 1932 – Stimmenstärkste Parteien nach Wahlkreisen (angegeben ist jeweils der Prozentanteil der stärksten Partei)
März 1933 – Stimmenstärkste Parteien nach Wahlkreisen (angegeben ist jeweils der Prozentanteil der stärksten Partei)
NSDAP in der Reichstagswahl März 1933 (die Farbskala zeigt den Stimmenanteil der NSDAP im jeweiligen Wahlkreis)

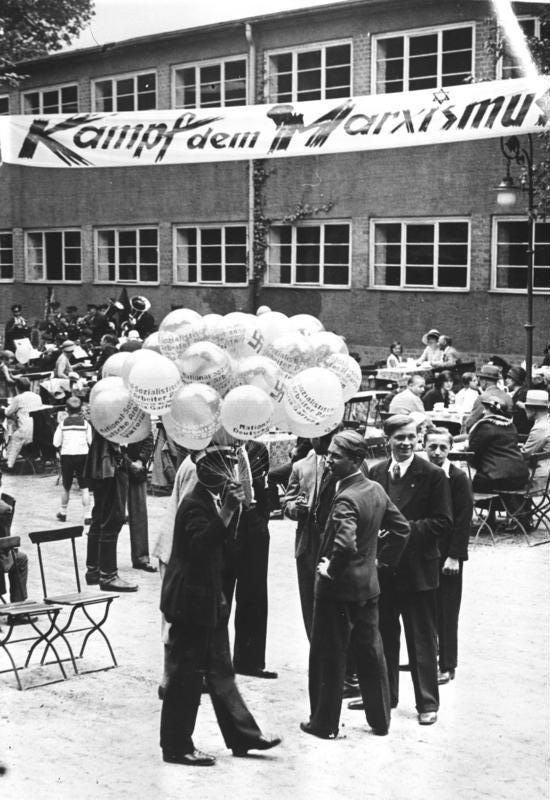
Berlin, Reichstagswahl, Wahlkampf, NSDAP, 1932

| Wahlkreis                | 5. März 1933 | 6. November 1932 | 31. Juli 1932 | 14. September 1930 |
| ------------------------ | ------------ | ---------------- | ------------- | ------------------ |
| Osthannover              | 54,3 %       | 42,9 %           | 49,5 %        | 20,6 %             |
| Südhannover-Braunschweig | 48,7 %       | 40,6 %           | 46,1 %        | 24,3 %             |
| Hamburg                  | 38,9 %       | 27,2 %           | 33,7 %        | 19,2 %             |
| Schleswig-Holstein       | 53,2 %       | 45,7 %           | 51,0 %        | 27,0 %             |
| Weser-Ems                | 41,4 %       | 31,9 %           | 38,4 %        | 20,5 %             |
| Westfalen-Nord           | 34,9 %       | 22,3 %           | 25,7 %        | 12,2 %             |
| Westfalen-Süd            | 33,8 %       | 24,8 %           | 27,2 %        | 13,9 %             |
| Düsseldorf-Ost           | 37,4 %       | 27,0 %           | 31,6 %        | 17,0 %             |
| Düsseldorf-West          | 35,2 %       | 24,2 %           | 27,0 %        | 16,8 %             |
| Köln-Aachen              | 30,1 %       | 17,4 %           | 20,2 %        | 14,5 %             |
| Koblenz-Trier            | 38,4 %       | 26,1 %           | 28,8 %        | 14,9 %             |
| Pfalz                    | 46,5 %       | 42,6 %           | 43,7 %        | 22,8 %             |
| Hessen-Darmstadt         | 47,4 %       | 40,2 %           | 43,1 %        | 18,5 %             |
| Hessen-Nassau            | 49,4 %       | 41,2 %           | 43,6 %        | 20,8 %             |
| Thüringen                | 47,2 %       | 37,1 %           | 43,4 %        | 19,3 %             |
| Franken                  | 45,7 %       | 36,4 %           | 39,9 %        | 20,5 %             |
| Niederbayern             | 39,2 %       | 18,5 %           | 20,4 %        | 12,0 %             |
| Oberbayern-Schwaben      | 40,9 %       | 24,6 %           | 27,1 %        | 16,3 %             |
| Württemberg              | 42,0 %       | 26,2 %           | 30,3 %        | 9,4 %              |
| Baden                    | 45,4 %       | 34,1 %           | 36,9 %        | 19,2 %             |
| Ostpreußen               | 56,5 %       | 39,7 %           | 47,1 %        | 22,5 %             |
| Pommern                  | 56,3 %       | 43,1 %           | 48,0 %        | 24,3 %             |
| Mecklenburg              | 48,0 %       | 37,0 %           | 44,8 %        | 20,1 %             |
| Oppeln                   | 43,2 %       | 26,8 %           | 29,2 %        | 9,5 %              |
| Breslau                  | 50,2 %       | 40,4 %           | 43,5 %        | 24,2 %             |
| Liegnitz                 | 54,0 %       | 42,1 %           | 48,0 %        | 20,9 %             |
| Frankfurt an der Oder    | 55,2 %       | 42,6 %           | 48,1 %        | 22,7 %             |
| Berlin                   | 31,3 %       | 22,5 %           | 24,6 %        | 12,8 %             |
| Potsdam I                | 44,4 %       | 34,1 %           | 38,2 %        | 18,8 %             |
| Potsdam II               | 38,2 %       | 29,1 %           | 33,0 %        | 16,7 %             |
| Leipzig                  | 40,0 %       | 31,0 %           | 36,1 %        | 14,0 %             |
| Dresden-Bautzen          | 43,6 %       | 34,0 %           | 39,3 %        | 16,1 %             |
| Chemnitz-Zwickau         | 50,0 %       | 43,4 %           | 47,0 %        | 23,8 %             |
| Merseburg                | 46,6 %       | 34,5 %           | 42,6 %        | 20,5 %             |
| Magdeburg                | 47,3 %       | 39,0 %           | 43,8 %        | 19,5 %             |
| Deutsches Reich          | 43,9 %       | 33,1 %           | 37,4 %        | 18,3 %             |

## Belege
1. ↑  William Brustein: The Logic of Evil: The Social Origins of the Nazi Party, 1925-1933. Yale University Press, 1996, ISBN 0-300-07432-8 (google.de [abgerufen am 18. Januar 2021]).
2. ↑  Michael Wildt: Aufstieg | bpb. Abgerufen am 17. Januar 2021.
3. ↑  Jürgen W. Falter: Hitlers Wähler. Beck, München 1991, S. 371 f.
4. ↑  Jürgen W. Falter: Hitlers Wähler: Die Anhänger der NSDAP 1924-1933. 2. Auflage. Campus Frankfurt / New York, 2020, ISBN 978-3-593-44540-3, S. 413 (google.de [abgerufen am 7. März 2021]).
5. ↑  Jürgen W. Falter: Hitlers Wähler. campus, 2020, S. 46–69.
6. ↑  Südwest Presse Online-Dienste GmbH: DAS POLITISCHE BUCH: Wer wählte Hitler? 13. Juli 2013, ehemals im Original (nicht mehr online verfügbar); abgerufen am 16. Januar 2021. (Seite nicht mehr abrufbar. Suche in Webarchiven)
7. ↑  Reinhard Sturm: Zerstörung der Demokratie 1930-1933 | bpb. Abgerufen am 16. Januar 2021.
8. ↑  Reinhard Sturm: Zerstörung der Demokratie 1930-1933 | bpb. Abgerufen am 16. Januar 2021.
9. ↑  Jürgen W. Falter: Hitlers Wähler: Die Anhänger der NSDAP 1924-1933. 2. Auflage. Campus Frankfurt / New York, 2020, ISBN 978-3-593-44540-3, S. 164 (google.de [abgerufen am 7. März 2021]).
10. ↑  Hans-Ulrich Thamer: Beginn der nationalsozialistischen Herrschaft | bpb. Abgerufen am 16. Januar 2021.
11. ↑  Peter Longerich: Stichwort 30. Januar 1933, Heyne Verlag, München. 1992. S. 64–65.